# Bukhorn
Bukhorn är en medeltida släkt, främst känd från Lund och Malmö. Till framträdande medlemmar hör rådmannen i Malmö Gynter Bukhorn, verksam på 1400-talet. Gynter Bukhorns mor Cecilia Gyntersdotter (gift med Luthbert Bukhorn) lät 1368 instifta ett särskilt altare i Lunds domkyrka. Troligen stammar släkten ursprungligen från Dortmund.